# إدوارد تشانينج
إدوارد تشانينج (بالإنجليزية: Edward Channing)‏ هو كاتب ومؤرخ ومؤلف أمريكي، ولد في 15 يونيو 1856 في دورشستر ‏ في الولايات المتحدة، وتوفي في 7 يناير 1931 في كامبريدج في الولايات المتحدة.

## وصلات خارجية
- إدوارد تشانينج على موقع الموسوعة البريطانية (الإنجليزية)
- إدوارد تشانينج على موقع إن إن دي بي (الإنجليزية)